# Per Ivar Moe
Per Ivar Moe (n. 11 noiembrie 1944, Comuna Ålesund, Provincie a Norvegiei (fylke), Norvegia) este un patinator de viteză ce a reprezentat Norvegia, medaliat olimpic. A participat la o ediție a Jocurilor Olimpice (1964) în care a câștigat o medalie de argint.

## Participări
Lista de mai jos prezintă principalele competiții la care a participat Per Ivar Moe de-a lungul carierei.
- speed skating at the 1964 Winter Olympics – men's 5000 metres[*]